# Akysis brachybarbatus
Akysis brachybarbatus är en fiskart som beskrevs av Chen, 1981. Akysis brachybarbatus ingår i släktet Akysis och familjen Akysidae. Inga underarter finns listade i Catalogue of Life.